# Шуляк каєнський
Шуля́к каєнський (Leptodon cayanensis) — вид яструбоподібних птахів родини яструбових (Accipitridae). Мешкає в Мексиці, Центральній і Південній Америці.

## Опис

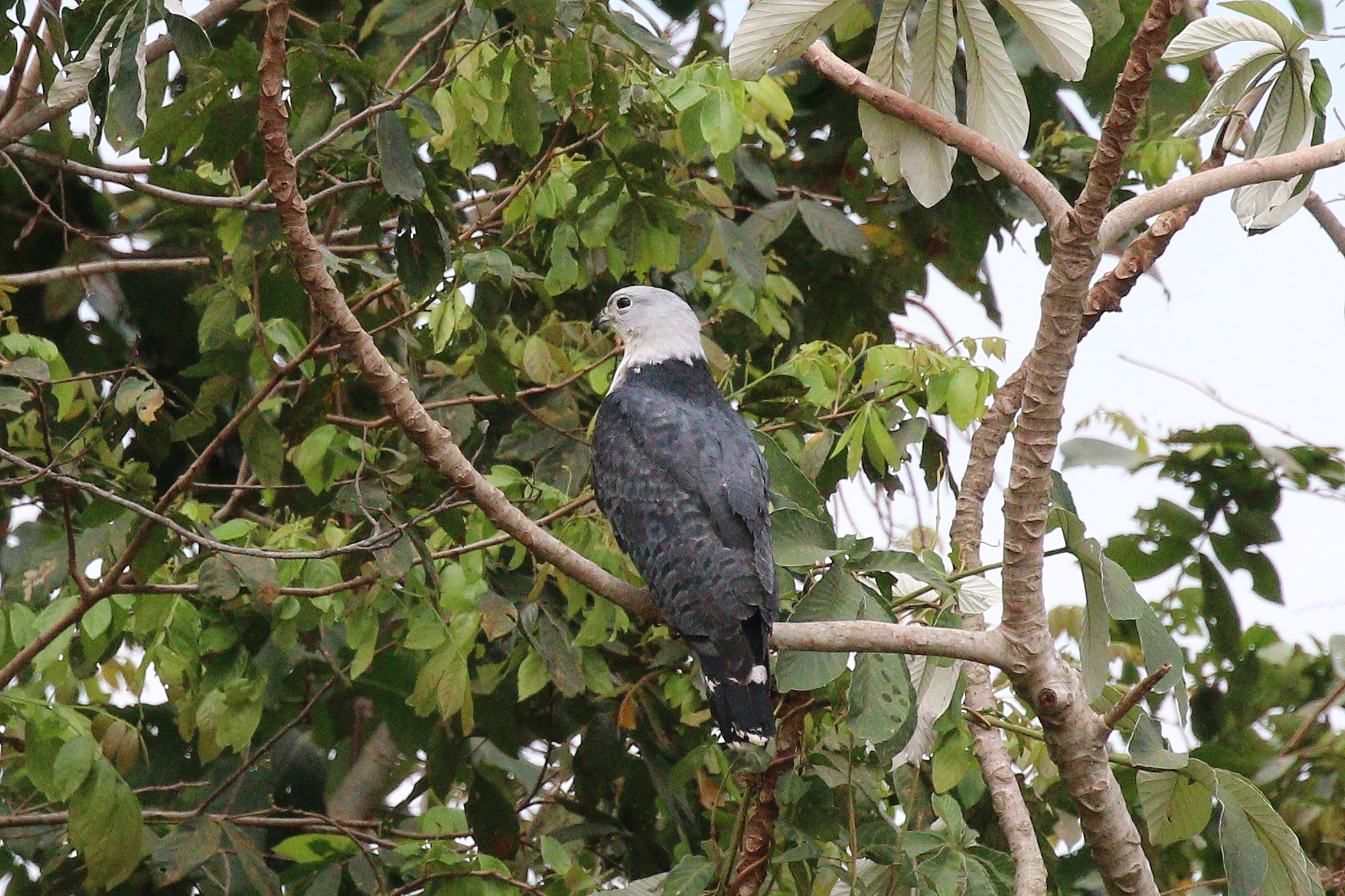
Малодий каєнський шуляк (Пантанал, Бразилія)

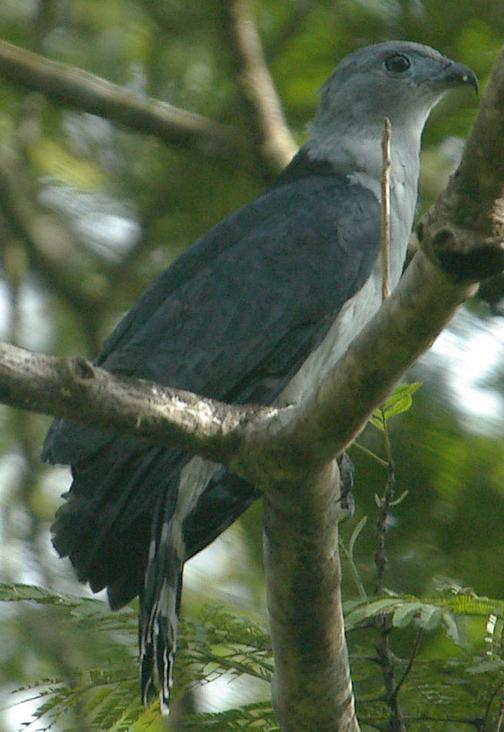
Каєнський шуляк (Національний парк Торугеро (національний парк))

Каєнський шуляк — хижий птах, середня довжина якого становить 46-54 см, а вага 410-605 г. У дорослих птахів голова сіра, верхня частина тіла чорна, нижня частина тіла біла, хвіст відносно довгий, чорний з трьома широкими білими смугами, набільш проксимальна з яких є меншою і частоково схованою серед пер живота. Лапи міцні, сірі, дзьоб сизий. Політ ширяючий.
Забарвлення молодих птахів існує у двох морфах. Птахи світлої морфи схожі на дорослих каєнських шуляків, однак голова і шия у них білі, верхня частина голови чорна, на обличчі чорна "маска", дзьоб чорний, лапи жовті. У птазхів темної морфи голова, шия і спина чорнуваті, а нижня частина тіла охриста, поцяткована темними смугами.

## Підвиди
Виділяють два підвиди:
- L. c. cayanensis (Latham, 1790) — від південної Мексики до західного Еквадору, Гвіани, Амазонії і Тринідаду;
- L. c. monachus (Vieillot, 1817) — від центральної Бразилії до північної Аргентини.

## Поширення і екологія
Каєнські шуляки мешкають в Мексиці, Гватемалі, Белізі, Гондурасі, Сальвадорі, Нікарагуа, Коста-Риці, Панамі, Колумбії, Венесуелі, Гаяні, Французькій Гвіані, Суринамі, Бразилії, Еквадорі, Перу, Болівії, Парагваї, Аргентині та на Тринідаді і Тобаго. Вони живуть у вологих, заболочених і сухих тропічних лісах, рідколіссях і саванах серрадо, на висоті до 2200 м над рівнем моря. Уникають відкритих місцевостей. Живляться переважно комахами, зокрема оосами, мурахами, жуками і кониками, їх личинками, іншими дрібними безхребетними, а також пташиними яйцями і дрібними хребетними. В кладці 1-2 білих яйця, поцяткованих коричневими плямами, розміром 52,1×41,5 мм.